# Egglham
Egglham je obec v německé spolkové zemi Bavorsko, v zemském okrese Rottal-Inn ve vládním obvodu Dolní Bavorsko.
V roce 2013 zde žilo 2 395 obyvatel.

## Sousední obce
Aidenbach, Bad Birnbach, Beutelsbach, Dietersburg, Haarbach